# Исландия на «Евровидении-2006»
Исландия на «Евровидении-2006» была представлена комической актрисой и певицей Аугустой Евой Эрлендсдоттир, выступавшей в образе Сильвии Найт. 18 февраля 2006 по итогам национального отбора Сильвия победила с песней «Til hamingju Ísland», которая была на самом Евровидении исполнена в английском варианте «Congratulations». Песня посвящена пути успеха Сильвии на Евровидение и её чертам характера, позволяющим Сильвии быть лучше других.
Автором музыки стал Торвальдур Бьярни Торвальдсон, автор прошлогодней композиции «If I Had Your Love» певицы Сельмы, а текст к песне написала Сильвия Найт с Гаукуром Ульфарсоном. Песня считалась среди фанатов фаворитом Евровидения-2006, но вплоть до конкурса была возможность дисквалификации Исландии. В английской версии песни звучала ненормативная лексика, вследствие чего Европейский вещательный союз угрожал Исландии дисквалификацией. Сильвия официально отказывалась что-либо менять, хотя в живом выступлении вынуждена была подобрать более цензурные выражения.
Итог выступления для Исландии стал неутешительным: в полуфинале Сильвия заняла 13-е место с 62 очками и выбыла из борьбы. Более того, после выступления её освистала публика, а сама Сильвия закатила истерику, обвинив всех в умышленном «сплавлении» Исландии из финала (но вероятно, что этот скандал был заранее срежиссирован).

## Исполнительница
Аугуста Ева Эрлендсдоттир родилась 28 июля 1982 года в Рейкьявике, там же окончила среднюю школу. Изучала актёрское мастерство в Париже, пела в группе Ske. В 2005 году создала образ Сильвии Найт, навеянный экстравагантными выходками Бритни Спирс, в рамках шоу «Sjáumst með Silvíu Nótt». Отличительной особенностью её героини стали вызывающая одежда и макияж, а создатели образа — Аугуста и Гаукур Ульфарссон — решили воплотить все основные пороки современного общества в комической обёртке, а основным пороком стал нарциссизм Сильвии, выраженный в постоянных восхвалениях себя самой. В 2005 году Аугуста Ева получила кинопремию Edda Awards за лучшее телешоу и телеведущую года. В феврале 2006 года Сильвия Найт была признана самой сексуальной женщиной Исландии по версии радиостанции Pac 2 (Аугуста Ева Эрлендсдоттир заняла 4-е место).

## Национальный отбор

### Правила отбора
Национальный отбор прошёл с января по февраль 2006 года. Исландская телерадиокомпания RUV получила 226 заявок, и по итогам обсуждения в телекомпании остались всего 24 заявки. Три полуфинала были назначены на 21 и 28 января, а также на 4 февраля. 18 февраля должен был определиться участник «Евровидения». Из каждого полуфинала выходили по 4 песни напрямую путём голосования телезрителей (телефонные звонки и СМС), а ещё из трёх песен, занявших 5-е место, две могли по решению жюри отправиться в финал (так называемый вайлд-кард).

### Некоторые участники
Среди участников национального отбора были певцы Фридрик Омар и Регина Оск, которые несколько раз участвовали в национальных отборах и в итоге отправились на Евровидение в 2008 году. Авторами песен были композиторы и поэты, которые выступали на конкурсах в прошлые годы: Анна Мьолл (1996) и Эйольфур Кристианссон (1991). Также в конкурсе участвовали авторы песен прошлых лет: Сигурдур Орн Йонссон (2000), Хадльгримюр Оскарссон (2003), Магнус Тор Сигмундссон (2001 и 2004).
Сильвия Найт попалась на нарушении правил по той причине, что её песню выложили в Интернет ещё до полуфинала, что запрещалось правилами конкурса. Однако оргкомитет решил не снимать Сильвию с конкурса, а изменить правила так, чтобы в третьем полуфинале сразу пять песен вышли в финал, а шестая получила бы право на вайлд-кард. Другая участница полуфинала — Кэти Винтер (Кати Тора Винтер Пьеррдоттир) — участвовала в швейцарском музыкальном шоу Idol, и против её участия выступал швейцарский менеджмент, считая, что это идёт вразрез с планами продюсеров о карьере Кэти.
В финале в итоге выступили 15 конкурсантов. Сильвия победила с большим отрывом (более 70 тысяч звонков и СМС), опередив Регину Оск (2-е место) и Фридрика Омара (3-е место)
| №  | Песня                   | Перевод                          | Исполнитель                                    | Голоса | Итог |
| -- | ----------------------- | -------------------------------- | ---------------------------------------------- | ------ | ---- |
| 1  | Eldur nýr               | Новый огонь                      | Ардис Олёф                                     | -      | -    |
| 2  | Stundin — staðurinn     | Время — место                    | Эдгар Смари Атласон и Тора Гисладоттир         | -      | -    |
| 3  | Útópía                  | Утопия                           | Диселла Ларусдоттир                            | -      | 5    |
| 4  | Flottur karl, Sæmi rokk | Холодный человек, саамская скала | Магни Асгейрссон                               | -      | -    |
| 5  | Það sem verður          | То, что приходит                 | Фридрик Омар                                   | 9942   | 3    |
| 6  | Sést það ekki á mér?    | Разве ты это не видишь на мне?   | Маттиас Маттиассон                             | -      | -    |
| 7  | 100 % hamingja          | 100 % счастье                    | Heiða                                          | -      | -    |
| 8  | Strengjadans            | Струны пляшут                    | Давид Олгейрссон                               | -      | -    |
| 9  | Andvaka                 | Бессонница                       | Гудрун Арни Карлсдоттир                        | -      | 6    |
| 10 | Hjartaþrá               | Желание сердца                   | Сигурьон Бринк                                 | -      | -    |
| 11 | Til hamingju Ísland     | Поздравляю, Исландия             | Сильвия Найт                                   | 70190  | 1    |
| 12 | Á ég?                   | Я должен?                        | Бьяртмар Тордарсон                             | -      | -    |
| 13 | Mynd af þér             | Твоё изображение                 | Биргитта Хаукдаль                              | -      | 4    |
| 14 | 100 %                   | 100 %                            | Руна Стефансдоттир и Брюньяр Мар Вальдимарссон | -      | 7    |
| 15 | Þér við hlið            | На твоей стороне                 | Регина Оск                                     | 30018  | 2    |

## Мнения
Песня была написана в жанре миддл-темпо с прописанной вокальной линией. Исландский текст немного отличался от английского: в частности, в исландском тексте Сильвия гордилась своим происхождением и призывала фанатов Евровидения приезжать через год в Исландию (по правилам, страна-победитель принимает у себя следующий конкурс).
Часть критиков считала, что номер Сильвии обречён на провал, несмотря на комическое содержание; другие же видели большой потенциал в номере. Зрители и вовсе причисляли Сильвию Найт к фаворитам конкурса. Автор интернет-проекта «Евровидение-Казахстан» Андрей Михеев назвал этот комедийный номер одним из претендентов как минимум на выход в финал:

- Музыка: Абстрагируясь от личности Сильвии — музыка песни, автор которой также был автором прошлогодней Исландской композиции, представляет собой типичное поп произведение с четко прописанной вокальной линией. 8/10
- Текст: Английская версия по максимуму соответствует исландской. Респект 8/10
- Вокал: Песня представляет собой комедийный номер, в котором вокальные данные не имеют особого значения. 7/10
- Итог: Многое будет зависеть от постановки номера в Афинах. Песня имеет все шансы на выход в финал. 8/10

Президент российского фан-клуба OGAE Антон Кулаков отметил штурмовой скандальный текст, из которого пришлось убрать нецензурную лексику, а также неплохой вокал Аугусты как исполнительницы, но предупредил, что возможны как борьба Сильвии за победу, так и полный провал:

- Музыка: В существующем варианте довольно неплохой миддл-темпо - будем надеяться на улучшения при подготовке. 8/10
- Текст: Отрадно, что штурмовой скандальный смысл текста сохранился. Без fucking final будет как то скучно, но за eurotrashfreak – однозначно – 10!!! 10/10
- Вокал: В таких случаях вокал вообще роли не играет. Хотя он неплох. 9/10
- Итог: Возможен 0 баллов, возможен триумф. 9/10

## Выступление
Сильвия выступила 18 мая в Афинах в полуфинале последней, под 23-м номером, и заняла 13-е место. Итоговых 62 баллов не хватило для выхода в финал, и Сильвия завершила выступление.

### Голоса за Исландию
| 12 баллов                  | 10 баллов | 8 баллов     | 7 баллов                               | 6 баллов                                                      |
| -------------------------- | --------- | ------------ | -------------------------------------- | ------------------------------------------------------------- |
|                            |           |              | - Дания - Финляндия - Литва - Норвегия | - Испания - Швеция                                            |
| 5 баллов                   | 4 балла   | 3 балла      | 2 балла                                | 1 балл                                                        |
| - Эстония - Великобритания |           | - Португалия | - Ирландия - Сербия и Черногория       | - Босния и Герцеговина - Хорватия - Франция - Латвия - Монако |

### Голоса Исландии
| 12 баллов | Финляндия            |
| 10 баллов | Швеция               |
| 8 баллов  | Литва                |
| 7 баллов  | Босния и Герцеговина |
| 6 баллов  | Россия               |
| 5 баллов  | Украина              |
| 4 балла   | Бельгия              |
| 3 балла   | Польша               |
| 2 балла   | Ирландия             |
| 1 балл    | Нидерланды           |

| 12 баллов | Финляндия            |
| 10 баллов | Литва                |
| 8 баллов  | Дания                |
| 7 баллов  | Швеция               |
| 6 баллов  | Украина              |
| 5 баллов  | Россия               |
| 4 балла   | Норвегия             |
| 3 балла   | Босния и Герцеговина |
| 2 балла   | Румыния              |
| 1 балл    | Ирландия             |

## Скандалы
Европейский вещательный союз не разделял всеобщего восторга фанатов от приезда экстравагантной звезды, даже несмотря на то, что Аугуста всего лишь играла роль Сильвии. В тексте песни звучали непристойные слова: «The vote is in, I'll fucking win» (англ. Началось голосование, и я, б***ь, выиграю), и ЕВС заявил, что использование нецензурной лексики не только негативно отразится на имидже всего мероприятия — оно вообще было запрещено правилами конкурса. Меморандум угрожал дисквалификацией Сильвии с конкурса, если та не сменит текст. Пока юристы изучали отчёт, Сильвия официально отказалась что-либо менять, заявив: «Я буду петь, б***ь, всё что захочу, б***ь!» (англ. I'll f***ing say what I f***ing want!). Хотя на самом конкурсе Сильвия спела смягчённый вариант «I'll freaking win» (англ. Я выиграю, чёрт побери).
Найт вела себя очень грубо по отношению к журналистам и техникам, называя их «грёбаными дилетантами». Проблема журналистов была в том, что среди них мало кто догадывался, что Аугуста просто была в образе Сильвии. Во время первой пресс-конференции она потребовала не смотреть ей в глаза, но одну из журналисток (как оказалось, это была подставная актриса, специально игравшая роль) телохранитель вытащил, посадив её на плечи. Перед выступлением в полуфинале Сильвию освистали, а на репетициях она неоднократно кричала со сцены «Убирайтесь на х**, лентяи!» (англ. Fuck you, fucking retards), однако в прессе пошли слухи, что она кричала «Убирайтесь на х**, греки!», и делегация Греции требовала дисквалифицировать Сильвию за оскорбления по национальному признаку и непристойное поведение. На пресс-конференции перед полуфиналом Сильвия официально принесла извинения за ругательства.
Объявление результатов голосования в полуфинале вызвало «истерику» у Сильвии, которую многие считают срежиссированным номером. Специально фотографы запечатлели недовольную Сильвию, которая в порыве гнева чуть не ударила своего парня, пригрозила спрыгнуть с моста, а после начала материться и плеваться в журналистов. Видео со скандальной реакцией Сильвии набрало 1,3 млн просмотров на YouTube за четыре дня:

[Сильвия]: Неблагодарные ублюдки! Вы голосовали за финских уродов, у которых нет визажиста, и не голосовали за меня, потому что я хотя бы не из шлюха из Нидерландов и не старая е**чая страшная сука из Швеции!
[Журналист]: Так нельзя, зачем Вы так выражаетесь?
[Сильвия]: Да пошёл ты на х**! [...] Кто-то обо мне распространял враньё, и я думаю, это была ты! [указывает пальцем на журналистку] Твой телеканал твердил, что я ненавидела Грецию и греков, а я такого не говорила! Ненавижу тебя, шлюха! Я тебя засужу, и конкурс засужу, и вы все сядете!
Оригинальный текст (англ.)
— Ungrateful bastards! You vote for ugly people from Finland who don't even have real make-up artist, and you don't vote for me because I'm not a slut from Holland and I'm not an ugly, fucking, old bitch from Sweden!
— This is not too good, why are you saying this?

— Fuck you! [...] Someone has been spreading lies about me, and I think it was you! [...] Your TV station has been saying I hated Greece and Greeks and I never said it and you are a slut and I hate you! I will sue you, and I will sue the competition, and you will all go to jail!

Также Сильвия заявила, что шведская певица Карола переспала не то с главой Европейского вещательного союза, не то с супервайзором Евровидения аккурат перед полуфиналом. Сильвия утверждала, что видела случившееся прямо из окна своей гостиницы и обвинила даже Каролу в плагиате своего номера.